# Montelibretti
Montelibretti is een gemeente in de Italiaanse provincie Rome (regio Latium) en telt 4906 inwoners (31-12-2004). De oppervlakte bedraagt 44,0 km², de bevolkingsdichtheid is 103 inwoners per km².

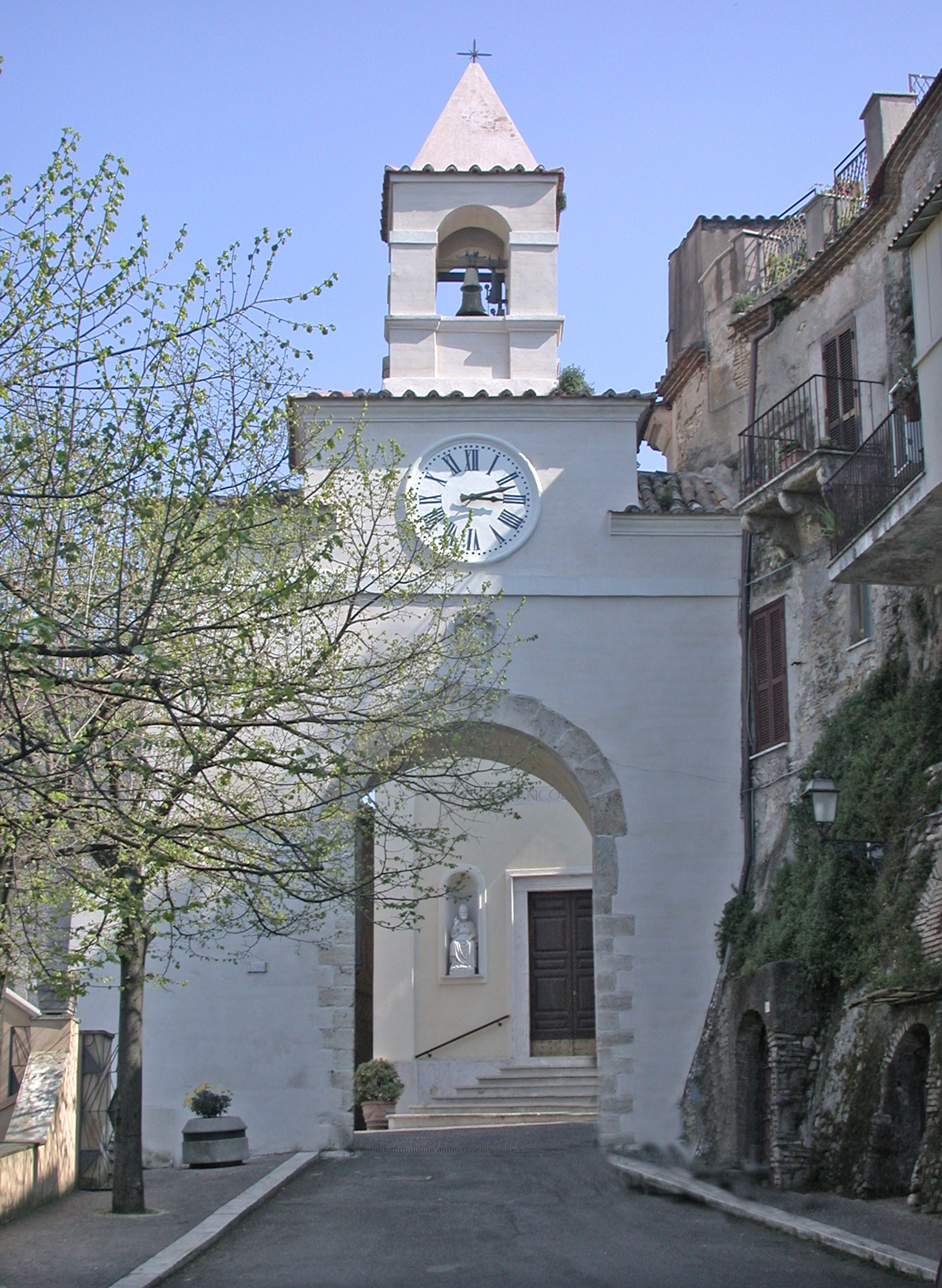
Montelibretti
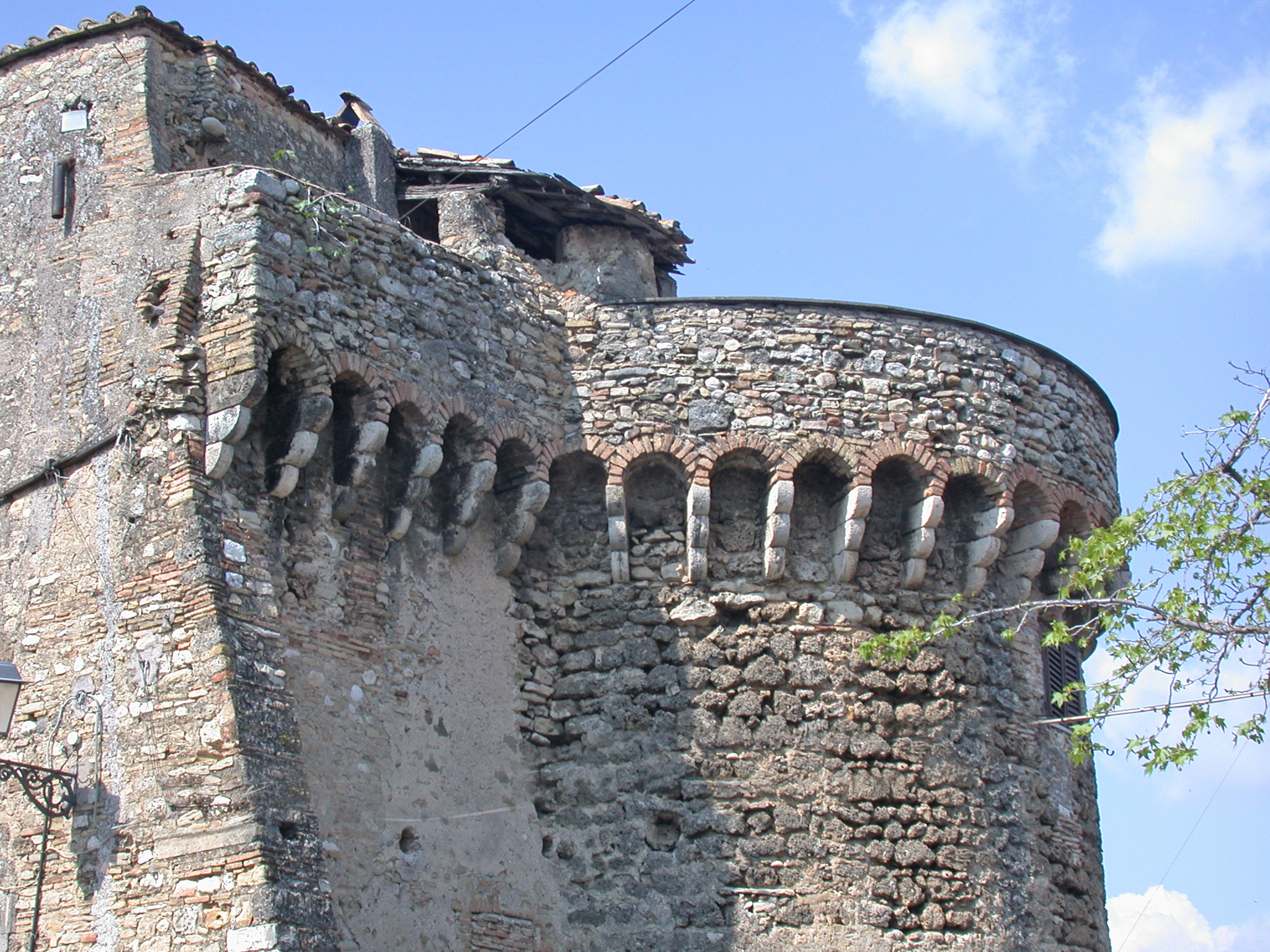
Toren van Castello Orsini
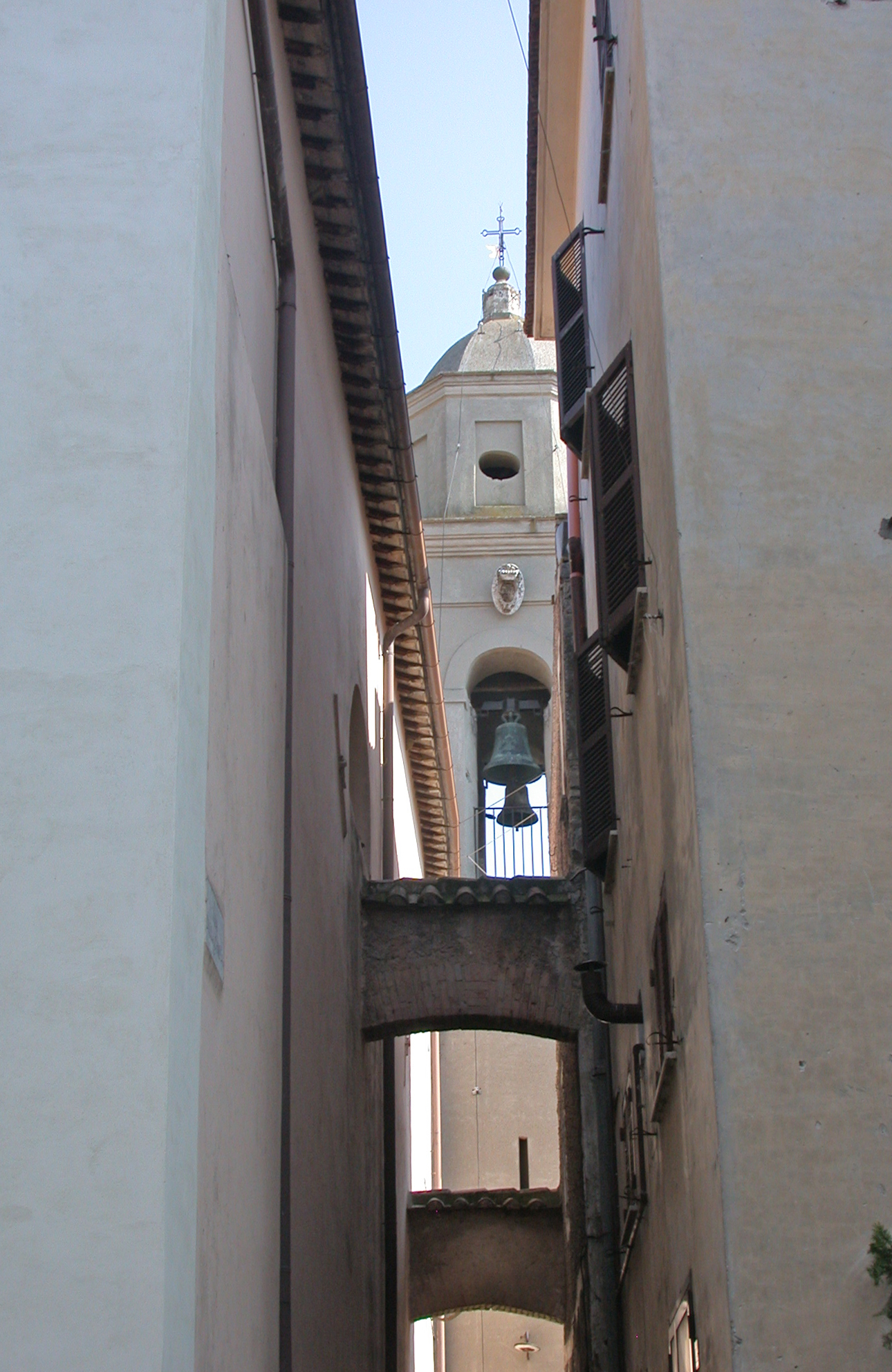
San Nicolakerk

## Demografie
Montelibretti telt ongeveer 2005 huishoudens. Het aantal inwoners daalde in de periode 1991-2001 met 0,5% volgens cijfers uit de tienjaarlijkse volkstellingen van ISTAT.
| Jaar | Inwoneraantal |
| ---- | ------------- |
| 1991 | 4846          |
| 2001 | 4823          |

## Geografie
De gemeente ligt op ongeveer 232 m boven zeeniveau.
Montelibretti grenst aan de volgende gemeenten: Capena, Fara in Sabina (RI), Fiano Romano, Monterotondo, Montopoli di Sabina (RI), Montorio Romano, Moricone, Nerola, Palombara Sabina.

## Geschiedenis
Oorspronkelijk lag hier een Romeinse villa die eigendom was van Caius Brutius Presentis, de schoonvader van Commodus. In de middeleeuwen lag hier een fort van de Orsini die werden opgevolgd door de Barberini en daarna door de Sciarra.
In 1867 had hier een veldslag plaats tussen de Italianen onder Giuseppe Garibaldi en de Pauselijke legers (de Zoeaven (Zouaven)) in de loop van de Slag bij Mentana.
Affile · Agosta · Albano Laziale · Allumiere · Anguillara Sabazia · Anticoli Corrado · Anzio · Arcinazzo Romano · Ardea · Ariccia · Arsoli · Artena · Bellegra · Bracciano · Camerata Nuova · Campagnano di Roma · Canale Monterano · Canterano · Capena · Capranica Prenestina · Carpineto Romano · Casape · Castel Gandolfo · Castel Madama · Castel San Pietro Romano · Castelnuovo di Porto · Cave · Cerreto Laziale · Cervara di Roma · Cerveteri · Ciampino · Ciciliano · Cineto Romano · Civitavecchia · Civitella San Paolo · Colleferro · Colonna · Fiano Romano · Filacciano · Fiumicino · Fonte Nuova · Formello · Frascati · Gallicano nel Lazio · Gavignano · Genazzano · Genzano di Roma · Gerano · Gorga · Grottaferrata · Guidonia Montecelio · Jenne · Labico · Ladispoli · Lanuvio · Lariano · Licenza · Magliano Romano · Mandela · Manziana · Marano Equo · Marcellina · Marino · Mazzano Romano · Mentana · Monte Compatri · Monte Porzio Catone · Monteflavio · Montelanico · Montelibretti · Monterotondo · Montorio Romano · Moricone · Morlupo · Nazzano · Nemi · Nerola · Nettuno · Olevano Romano · Palestrina · Palombara Sabina · Percile · Pisoniano · Poli · Pomezia · Ponzano Romano · Riano · Rignano Flaminio · Riofreddo · Rocca Canterano · Rocca Priora · Rocca Santo Stefano · Rocca di Cave · Rocca di Papa · Roccagiovine · Roiate · Rome · Roviano · Sacrofano · Sambuci · San Cesareo · San Gregorio da Sassola · San Polo dei Cavalieri · San Vito Romano · Sant'Angelo Romano · Sant'Oreste · Santa Marinella · Saracinesco · Segni · Subiaco · Tivoli · Tolfa · Torrita Tiberina · Trevignano Romano · Vallepietra · Vallinfreda · Valmontone · Velletri · Vicovaro · Vivaro Romano · Zagarolo